# 曲沃贡院
曲沃贡院，位于山西省临汾市曲沃县城关乐昌镇贡院街曲沃中学校园，建于清道光二十一年（1841年），由乔山书院改建，保存完整，占地面积10000平方米，建筑面积8000平方米，设有曲沃中学校史展览馆、顾炎武纪念馆和中国科举文化展览馆等。
1987年8月20日，曲沃贡院公布为曲沃县文物保护单位。